# Rich Duwelius
Richard Lloyd „Rich” Duwelius (ur. 23 listopada 1954 w Benton) – amerykański siatkarz, złoty medalista igrzysk olimpijskich.

## Życiorys
Duwelius grał w piłkę siatkową w zespole Uniwersytetu Stanu Ohio w latach 70. Był w składzie reprezentacji Stanów Zjednoczonych, która na mistrzostwach Ameryki Północnej, Środkowej i Karaibów zajęła 5. miejsce w 1977 w Santo Domingo i zdobyła srebrny medal w 1981 w Meksyku. Wystąpił na igrzyskach olimpijskich 1984 w Los Angeles. Zagrał wówczas w trzech z czterech meczów fazy grupowej, a Amerykanie triumfowali w turnieju po zwycięstwie w finale nad Brazylijczykami.
Od 2013 jest trenerem żeńskiej drużyny siatkarskiej w szkole Ledyard High School w Ledyard, w Connecticut